# الناصر المرموري
الناصر بن محمد المرموري رجل دين جزائري إباضي.

## ميلاده ونشأته
- ولد في 1 رجب 1345 هـ / 7 يناير 1927م، بالقرارة، ولاية غرداية، الجزائر.افريقيا
- التحق بالمدرسة الرسمية أواسط سنة 1351هـ/ 1932م.
- التحق بالمدرسة الفرنسية سنة 1356هـ/ 1937م.
- تحصل على الشهادة الابتدائية سنة 1359هـ/ 1940م.
- التحق بمعهد الحياة قبل ذلك بنحو تسعة أشهر.

## دراسته
تلقى دروسه في معهد الحياة على أيدي مشايخ منهم: 
- إبراهيم بن عمر بيوض[2]
- عدون بن بالحاج شريفي[3]
- علي يحي معمر وغيرهم.
- استظهر القرآن الكريم سنة 1361هـ/1942م عن عمر 15 سنة.
- أكمل دراسته فـي معهد الحياة سنة 1366هـ/1947م
- عين فـي نفس السنة( 1947 م) مدرِّسا لموادِّ الشريعة واللغة العربيَّة، وبقي مواظبا على مهمَّة تربية الأجيال إلى آخر أيام حياته.

## من أعماله ومهامه
- عينه الشيخ بيوض مسؤولا ومشرفا على البعثة العمانية بالزمالك، القاهرة سنة 1382هـ/1962م.
- عاد مدرسا بمعهد الحياة فـي 1 جوان 1964م.
- فـي جمادى الأولى 1390هـ/ جويلية 1971م عين عضوا فـي حلقة عزابة القرارة،
- خلف الشيخ بيوض فـي منبر الوعظ والإرشاد والإفتاء، وكان عضوا بارزا فـي ندوة الأربعاء للفتوى، ببريان.
- بعد وفاة الشيخ عدون عُيِّن شيخًا لحلقة العزابة بالقرارة.
- إضافة إلى مهامه فـي مختلف المؤسسات الدينية والعلمية والاجتماعية العرفية على مستوى وادي ميزاب.

## أعماله
- ابتدأ نتاجه الفكري عام 1946م بأول قصيدة فـي استقبال الشيخ بيوض بعد جولته فـي ربوع القطر الجزائري بعد انتهاء مدة إقامته الجبرية.
- اختصار وترتيب فـي رحاب القرآن تفسير العلامة الشيخ بيوض، طبعت منه عدة أجزاء بسلطنة عمان.
- فـي رحاب السّنّة النبويّة: شرح الجامع الصحيح للإمام الربيع بن حبيب،
- الجزء الأول: أبواب النية، الوحي، القرآن، (دروس مسجدية، قام بتخريجها: إبراهيم بن علي بولرواح وآخرون).

### التقديم لعدة كتب، منها
- كتاب: النبراس فـي أحكام الحيض والنفاس،
- كتاب: المرشد فـي مناسك الحج والعمرة، للشيخ: بكير بن محمد أرشوم.
- كتاب: المرشد فـي الصلاة.
- تقديم لقرص مضغوط مصور حول تعليم الأبناء الصلاة وأنواعها فـي جزئين.
- كان له فضل استنساخ بعض المخطوطات النادرة، مثل: كتاب بدء الإسلام وشرائع الدين، لِلَوَّأب بن سلام.
- ترك مكتبة ثرية بالكتب فـي مختلف فنون الشريعة والأدب والتاريخ.

## وفاته
توفـي متأثرا بوعكة صحية بقصر بن يزقن يوم الأحد 12 جمادى الآخرة 1432 هـ / 15 مايو 2011م. شيعت جنازته بالمسجد الكبير بالقرارة، ودفن بمقبرة الحاج محمد المؤذن.